# Wojciech Zabłocki
Wojciech Mikołaj Zabłocki (Varsavia, 6 dicembre 1930 – 5 dicembre 2020) è stato uno schermidore polacco, vincitore di due medaglie d'argento ed una di bronzo nella scherma ai giochi olimpici.